# Minimalna deniwelacja względna

Wybitność trzech przykładowych szczytów

Na rysunku zaznaczono pionową strzałką wybitność szczytu B.

Minimalna deniwelacja względna (w skrócie MDW), inaczej wybitność szczytu – minimalna wysokość potrzebna do zejścia z danego szczytu przed wejściem na inny wyżej położony teren. Określa to w pewnym stopniu, na ile szczyt wyróżnia się ze swojego otoczenia. Wybitność definiuje się też jako różnicę wysokości między danym szczytem i warstwicą o najniższej wartości go okalającą, która nie obejmuje żadnego wyższego szczytu. Wartość tej warstwicy określa wysokość przełęczy zwanej kluczową, oddzielającej dany szczyt od wyższego, kolejnego szczytu na grzbiecie (wododziale). Spośród przełęczy oddzielających dany szczyt od wyższych sąsiadów przełęczą kluczową jest przełęcz najwyższa. Wybitność szczytu to inaczej jego wysokość względna nad przełęczą kluczową.
Definiując inaczej: przy podnoszącym się poziomie morza przełęcz kluczowa to miejsce, w którym ostatni przesmyk lądowy zostałby zalany przez wody cieśniny oddzielającej od reszty lądu wyspę, której najwyższym punktem jest dany szczyt.
Wybitność najwyższego szczytu na danym lądzie równa jest jego wysokości n.p.m. – Mount Everest jest najwybitniejszym szczytem na Ziemi. Drugi co do wysokości szczyt, K2, ma wybitność 4017 m – o tyle metrów jest wyższy od rozdzielającej go z Mount Everestem przełęczy Lo Mustang położonej na wysokości 4594 m n.p.m., co daje K2 22. miejsce wśród najbardziej wybitnych szczytów świata. Drugim pod względem wybitności szczytem jest najwyższa góra Ameryk – Aconcagua o wysokości 6962 m n.p.m. i wybitności 6962 m.
Potocznie używa się sformułowań „wybitny szczyt”, „wybitna przełęcz” dla określenia form terenu o stosunkowo dużych wysokościach względnych.

## „Sucha wybitność” i „mokra wybitność”
Wyróżnia się dwa rodzaje wybitności tzw. „mokrą wybitność” (ang. wet prominence) i „suchą wybitność” (ang. dry prominence). „Mokra wybitność” to wybitność opisana w tym artykule. Zakłada ona, że powierzchnia ziemi obejmuje wszystkie stałe wody, śniegi i lody. Dlatego właśnie „mokra wybitność” najwyższego szczytu na danym lądzie równa jest jego wysokości n.p.m. „Sucha wybitność” ignoruje istnienie zbiorników wodnych, śniegów i lodów zakładając, że powierzchnię ziemi stanowi ich dno. „Sucha wybitność” szczytu jest równa jego „mokrej wybitności”, chyba że jest on najwyższy na danym lądzie lub jest otoczony przez śnieg i lód.
„Sucha wybitność” Mount Everest jest równa „mokrej wybitności” (8850 m) powiększonej o głębokość największej głębi (Głębia Challengera 10 911 m), czyli 19 761 m. „Sucha wybitność” Mauna Kea równa się „mokrej wybitności” (4205 m) powiększonej o głębokość najwyższej przełęczy (ok. 5125 m), czyli około 9330 m. Jest to druga co do wielkości „sucha wybitność” po Mount Everest. „Sucha wybitność” Aconcagui równa się mokrej wybitności (6962 m) plus głębokość najwyższej przełęczy w Cieśninie Beringa (ok. 50 m), czyli około 7012 m.
„Suchą wybitność” stosuje się też do gór podmorskich.